# Monte Agung
O Monte Agung (em indonésio:  Gunung Adung) é um estratovulcão localizado no leste da ilha de Bali, na Indonésia. É o ponto mais alto da ilha, e possui 3 142 m de altitude. A sua última grande erupção foi no ano de 1963, quando os fluxos piroclásticos mataram milhares de pessoas. Durante essa erupção, o Agung expeliu cinza a uma altura de vinte quilómetros, permanecendo ativo por um ano. A lava expelida deslocou-se 7,5 quilómetros, e as cinzas chegaram a Jacarta, a cerca de mil quilómetros de distância.

## Atividade sísmica e erupção de 2017
Em setembro de 2017, registou-se aumento acentuado da atividade sísmica na zona do vulcão, indicando a movimentação do magma em direção à superfície, e a possibilidade de uma erupção. A 22 de Setembro, o sinal de alerta na ilha de Bali foi elevado para o máximo. Mais de 100 mil pessoas foram evacuadas das zonas em torno do vulcão, por receio de uma erupção, sendo colocadas em mais de 370 locais na ilha. A 25 de setembro, mais de 560 sismos vulcânicos foram registados. Embora as autoridades locais digam não haver perigo imediato para os turistas, alguns começaram a sair da ilha, receando um possível encerramento do aeroporto em caso de erupção.

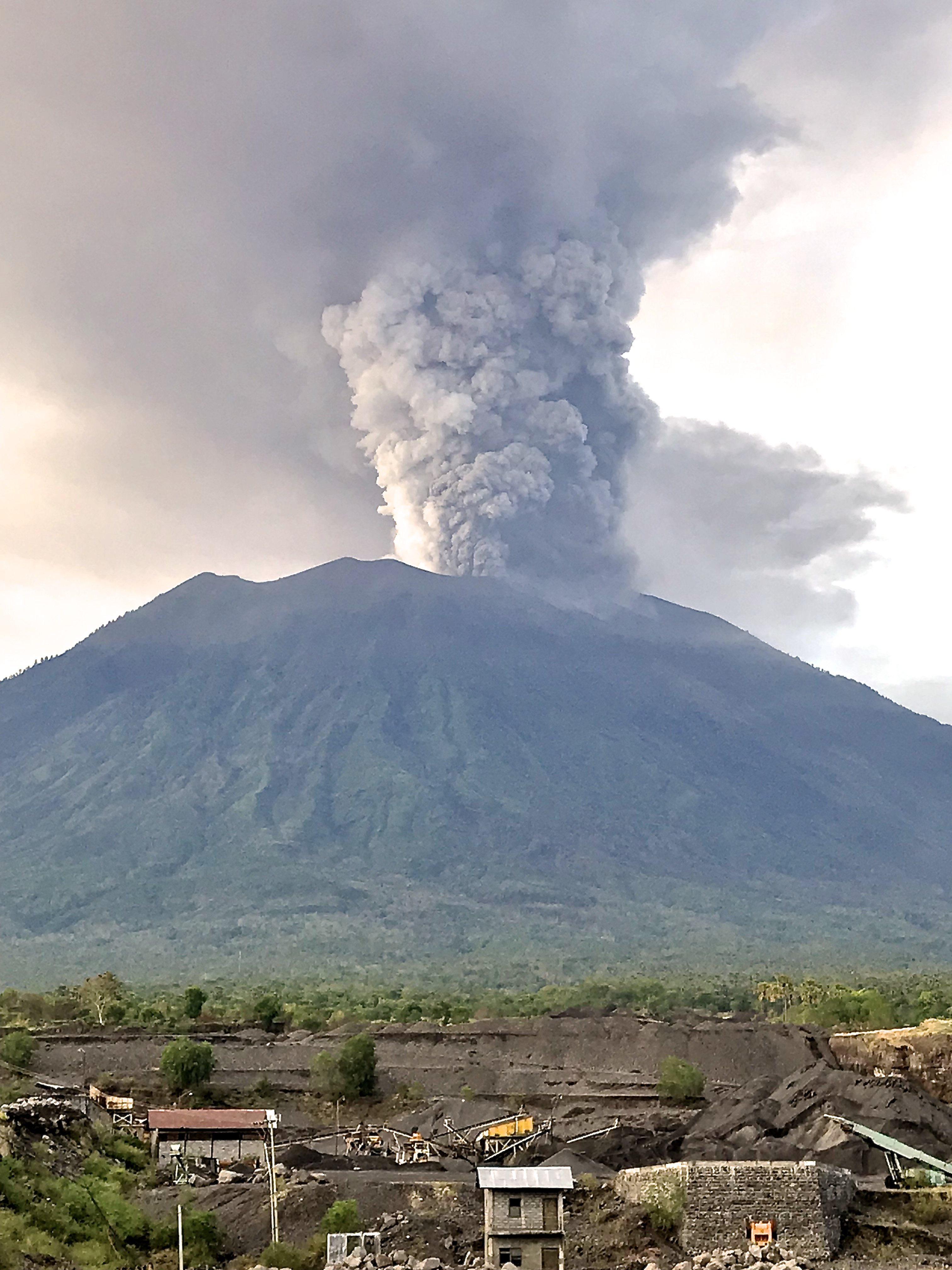
Erupção em 27 de novembro de 2017.

Em 21 de novembro, a atividade aumentou mais uma vez. Uma erupção freática ocorreu, com o topo da nuvem de cinzas atingindo 3 842 metros acima do nível do mar. Milhares de pessoas fugiram imediatamente da área e mais de 29 mil refugiados temporários foram registrados em mais de 270 locais nas proximidades.
 No início do sábado, 25 de novembro, uma erupção magmática começou. A nuvem resultante da erupção chegou a cerca de 1,5-4 km acima da cratera, dirigindo-se para o sul e cobrindo os arredores com uma fina camada de cinzas escuras, levando algumas companhias aéreas a cancelar voos para a Austrália e a Nova Zelândia. Um brilho de laranja foi observado em torno da cratera à noite, sugerindo que o magma fresco realmente atingiu a superfície.
Em 23:37, 26 de novembro de 2017 (GMT), ocorreu outra erupção, a segunda em menos de uma semana. O Aeroporto Internacional Ngurah Rai fechou em 26 de novembro de 2017, deixando muitos turistas presos. Mais de 100 000 pessoas em um raio de 10 km do vulcão foram evacuadas pelas autoridades. O Escritório de Meteorologia da Austrália informou em 27 de novembro que as cinzas da erupção tinham sido observadas a uma altitude de 9 144 metros.
Em 27 de novembro, a Autoridade Nacional de Gerenciamento de Desastres da Indonésia anunciou que o nível de alerta foi aumentado do Nível 3 para o Nível 4, o nível de alerta oficial mais alto, a partir das 6 horas da manhã de 27 de novembro. Ao mesmo tempo, foi emitido um aviso geral para que todas as pessoas se abstenham de qualquer atividade de qualquer tipo na "Zona de Perigo Estimado" localizada a 8 km da cratera do Agung e, também, na área mais ampla na região nordeste em direção ao mar e ao interior do sul e sudeste da montanha, até 10 km da cratera.